# Pogoń Lwów
Pogoń Lwów byl polský fotbalový klub z Lvova, který tehdy patřil do Polska (dnes je součástí Ukrajiny). Založen byl v roce 1904. Tradičními klubovými barvami byli modrá a červená. V roce 1929 Pogoń trénoval český trenér Otakar Škvain-Mazal.

## Úspěchy
- Mistr Polské ligy - 4x (1922, 1923, 1925, 1926)

## Legendární hráči
- Spirydion Albański
- Józef Baran-Bilewski
- Mieczysław Batsch
- Franciszek Bauer
- Antoni Borowski
- Stanisław Deutschmann
- Bronisław Fichtel
- Józef Garbień
- Franciszek Giebartowski
- Karol Hanke
- Karol Kossok
- Wacław Kuchar
- Edmund Majowski
- Edmund Marion
- Michał Matyas
- Mieczysław Matyas
- Władysław Olearczyk
- Ludwik Schneider
- Józef Słonecki
- Marian Steifer ("Turek")
- Stefan Sumara
- Ludwik Szabakiewicz
- Jan Wasiewicz
- Adolf Zimmer

## Trenéři
- Otakar Škvain-Mazal